# Kloveniersburgwal
De Kloveniersburgwal is een Amsterdamse gracht, tussen de Nieuwmarkt en de Amstel, ten oosten van de Dam in Amsterdam-Centrum

## Geschiedenis
De Kloveniersburgwal werd aan het eind van de 15e eeuw gegraven, van de Sint Antoniespoort (thans Waag op de Nieuwmarkt) naar het zuiden, waar hij uitkwam op de Amstel. Aan de stadzijde (de westkant) werd een stadsmuur gebouwd, met drie kleine muurtorens en de grote muurtoren: Swych Utrecht (1481). Aan de muur grensden voornamelijk tuinen en boomgaarden, en het Bethaniënklooster. Op de vogelvluchtkaart van Cornelis Anthonisz. uit 1544 is dit goed te zien. Met de Geldersekade en het Singel vormde de Kloveniersburgwal de stedegracht rond de stad.
Nadat de Nieuwe Gracht (de huidige Oudeschans) was gegraven en nieuwe stadswallen waren aangelegd, verloor de Kloveniersburgwal zijn functie als verdedigingsgracht. De oude stadsmuur werd gesloopt en er werden huizen gebouwd. Op de hoek met de Spinhuissteeg verrees tussen 1562 en 1569 het Dolhuis, een inrichting voor de bewaring en verzorging van krankzinnigen en geesteszieken.
De Kloveniersburgwal dankt zijn naam aan een onderdeel van de schutterij dat kloveniers werd genoemd, naar het vuurwapen dat de manschappen gebruikten, een veldslang. In het Frans heette dit een couleuvrine. De kloveniers kwamen bijeen in de Kloveniersdoelen naast 'Swijgh Utrecht', op de hoek van de Kloveniersburgwal en de Nieuwe Doelenstraat. Later hing hier ook hun groepsportret, De Nachtwacht. Tussen 1603 en 1611 werd een blok huizen gebouwd met huisnummers, een zeldzaamheid in die jaren. Ze kregen dan ook de bijnaam "de nummerhuizen".
Swijgh Utrecht werd in 1882 vrijwel geheel gesloopt; hier verrees het Doelen Hotel.
Tijdens de Tweede Wereldoorlog - vanaf februari 1941- was de Kloveniersburgwal de grens van de door de Duitsers afgesloten Joodse wijk. In de 'Jodenhoek' (tussen het Centraal Station, de Kloveniersburgwal, Waterlooplein, Valkenburgerstraat en Prins Hendrikkade leefden, naast niet-Joden, meer dan 25.000 Joden.

## Monumenten
Aan de Kloveniersburgwal staan uiteenlopende monumenten, zoals:
- het Trippenhuis (1662), thans Koninklijke Nederlandse Akademie van Wetenschappen (KNAW), Kloveniersburgwal 29;
- het voormalig kerkgebouw van de (Hersteld) Evangelisch-Lutherse Gemeente (1793), Kloveniersburgwal 50, nu het Compagnietheater;

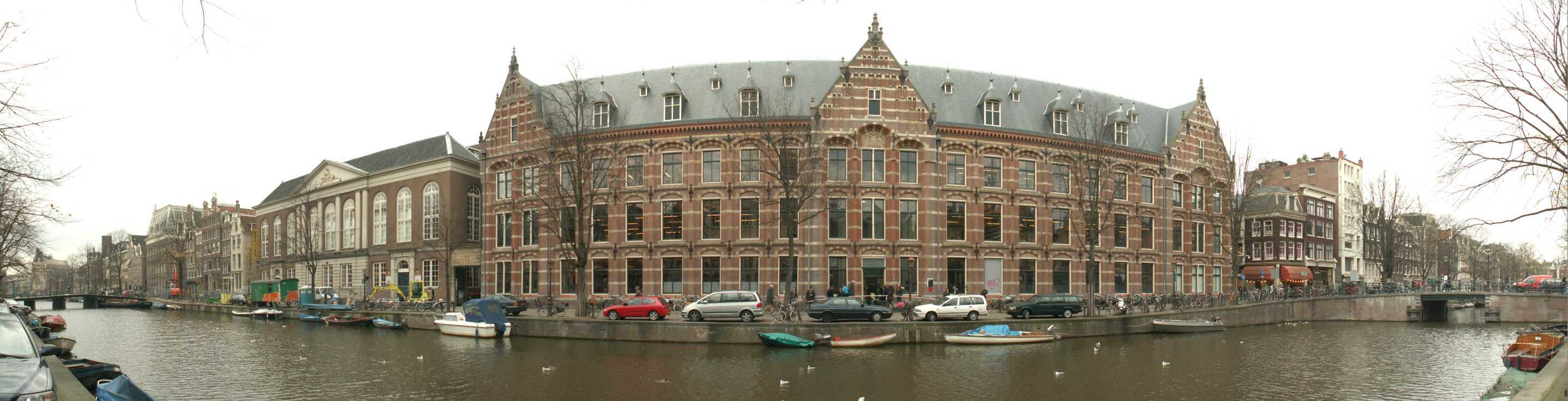
het Bushuis (afgebroken in 1890), gelegen tussen het Compagnietheater en de Oude Hoogstraat; in 1606 uitgebreid met het Oost-Indisch huis.
- het pand op nummer 59, waarin zich sinds 1971 literair Café De Engelbewaarder bevindt.
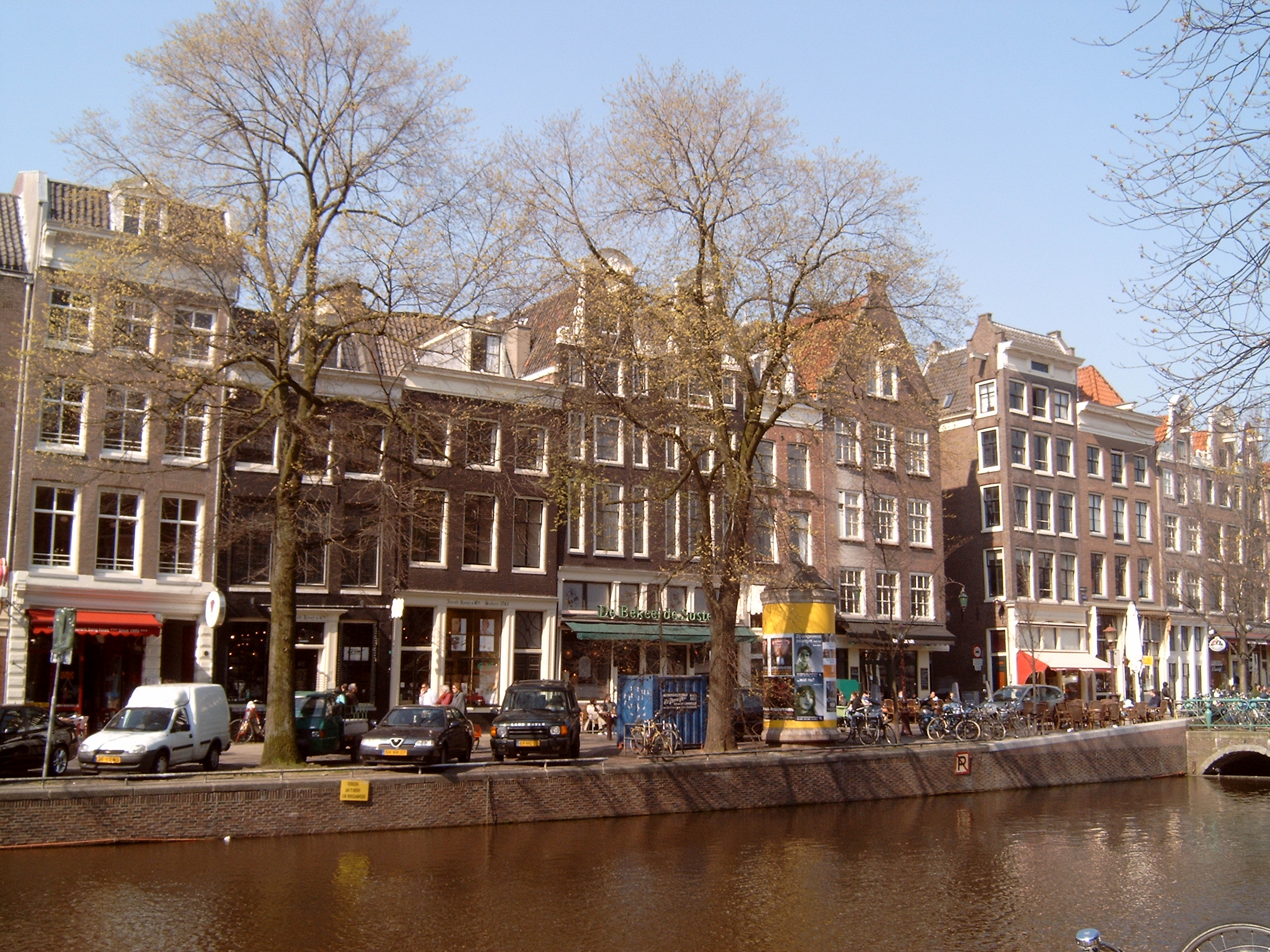
Het Wapen van Amsterdam op nr. 64, hoek Rusland, waar vroeger de ingang was. In 1758 gaf de koopman en kunstverzamelaar Gerrit Braamcamp opdracht tot de verbouwing van twee panden op de Kloveniersburgwal/Rusland tot een deftig logement, genaamd Het Wapen van Amsterdam, met dertig kamers en een veilingzaal. In dit voormalig hotel hield de schrijver Isaäc da Costa midden 19e eeuw zijn befaamde lezingen.
- het huis De Star of De Ster (1650), gelegen aan de Kloveniersburgwal 77 en ontworpen door Philips Vingboons in opdracht van de welgestelde lakenkoopman Nicolaes van Bambeeck; in de 18e eeuw woonde hier Jonas Daniël Meijer;
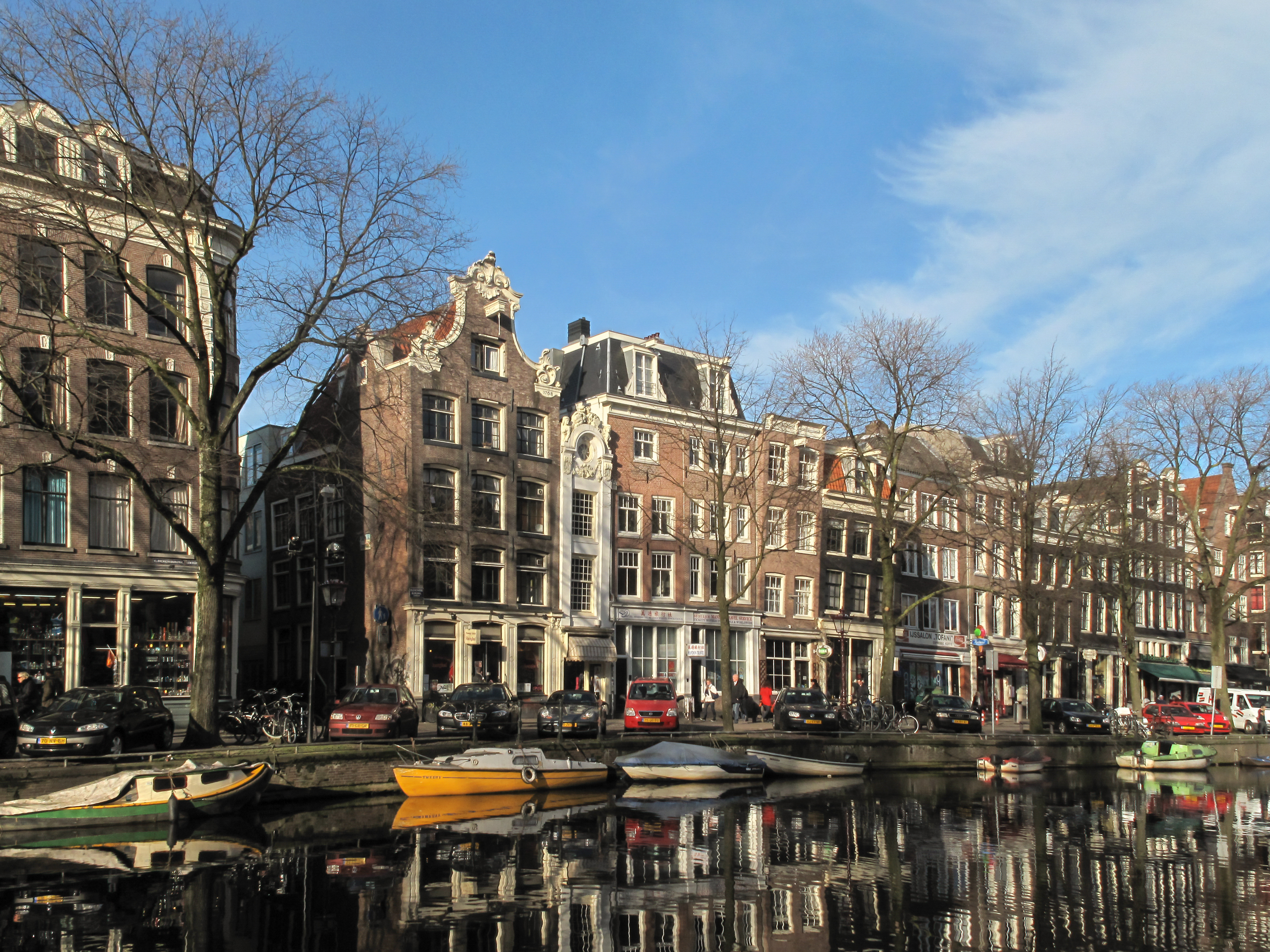
De Doelenzaal (1883) bevond zich op Kloveniersburgwal 87-89. De Doelenzaal was een theater dat in 1883 werd gebouwd. Tussen 1675 en 1784 bevond zich hier Menagerie Blaauw Jan, waar men voor 4 stuivers exotische dieren kon zien, die met schepen van de Vereenigde Oostindische Compagnie in Amsterdam waren aangekomen.
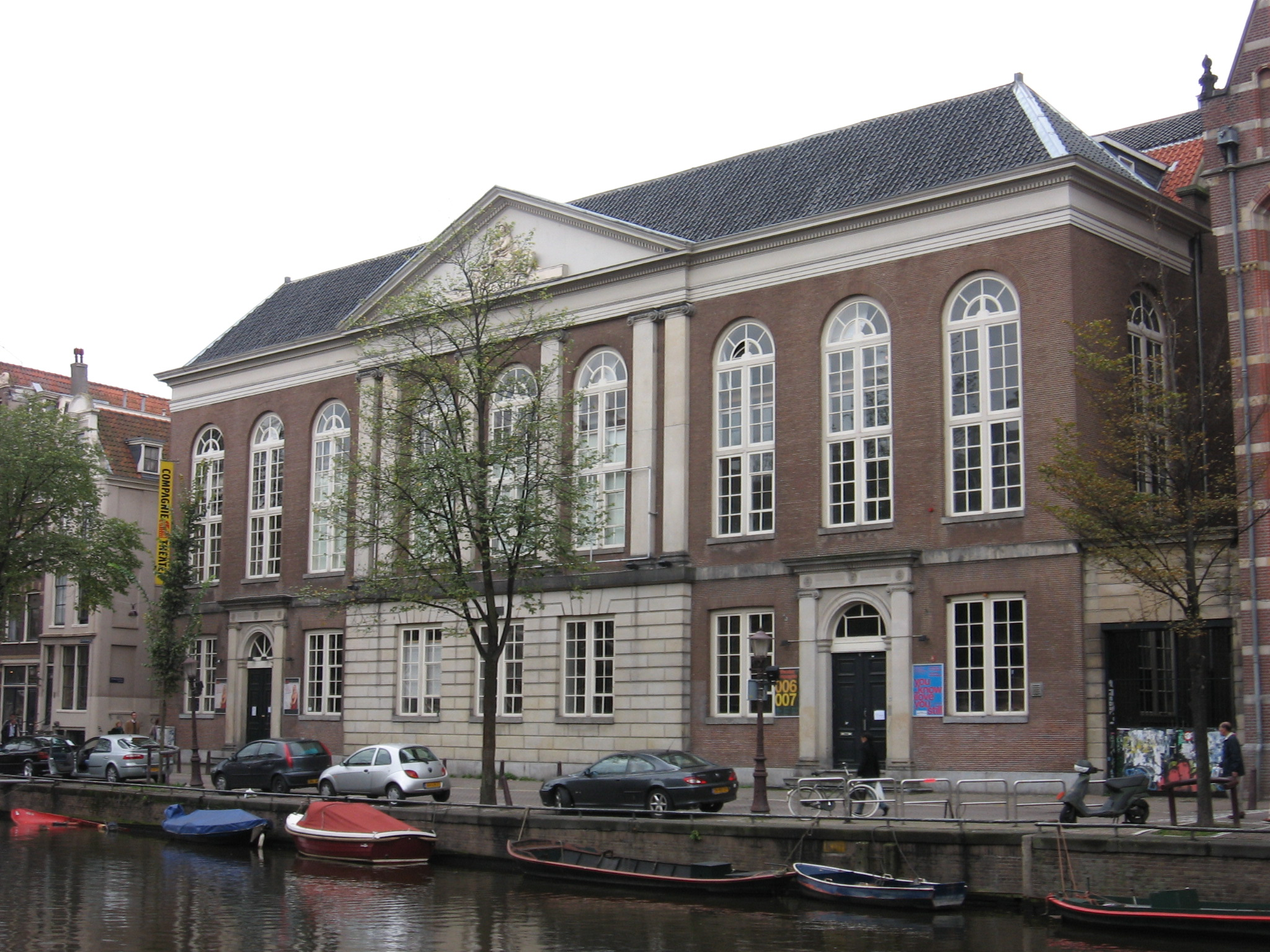
het Huis van Joan Poppen (1642), ook "de Gulden Steur" genoemd, Kloveniersburgwal 95;
- een deel van het voormalige Binnengasthuis;
- de ingang van de Oudemanhuispoort, met de dagelijkse boekenmarkt, tevens toegang naar de Universiteit van Amsterdam;
- het kantoorgebouw van de Vereniging Liefdadigheid naar Vermogen (1914), Kloveniersburgwal 73 / Raamgracht 4, van J.W. Hanrath.

## Theaters
- Het Compagnietheater, Kloveniersburgwal 50, tot 2021 thuishaven van toneelgezelschap 'de Theatercompagnie', in het voormalige kerkgebouw van de Evangelisch-Lutherse Gemeente;
- Literair theater Perdu, Kloveniersburgwal 86;
- de Doelenzaal, Kloveniersburgwal 87-89, thuishaven van het Internationaal Danstheater, in het voormalige gebouw 'Maatschappij voor den Werkenden Stand' uit 1883.

## Voormalig bewoners
- Marga Minco